# Centre d'oscil·lació

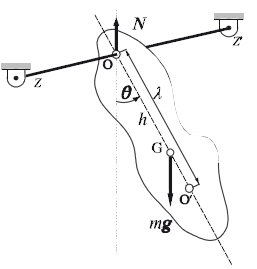
Figura 1. Pèndol físic ..

Pel que fa al període de les oscil d'un pèndol físic, la massa del pèndol pot imaginar concentrada en un punt (O ') la distància a l'eix de suspensió és  λ , anomenada longitud reduïda. Aquest punt rep el nom de  centre d'oscil·lació .
Tots els pèndols físics que tinguin la mateixa longitud reduïda  λ  (respecte a l'eix de suspensió) oscil·laran amb la mateixa freqüència; i, la freqüència del pèndol simple equivalent, de longitud  λ . és a dir:
{\displaystyle T=2\pi {\sqrt {\lambda  \over g}}}